# Liste der akademischen Lehrkrankenhäuser in Deutschland
Die Liste der akademischen Lehrkrankenhäuser in Deutschland enthält die über 600 akademischen Lehrkrankenhäuser in Deutschland, sortiert nach Medizinischer Fakultät. In Deutschland müssen Medizinstudenten ihr Praktisches Jahr (das letzte Studienjahr) am Universitätskrankenhaus ihrer Universität oder einem Lehrkrankenhaus absolvieren. Die Bewerbung um einen PJ-Platz im Rahmen der PJ-Mobilität ist für Studierende anderer Universitäten innerhalb bestimmter Fristen an das Studiendekanat der Universität zu richten, mit dem der Lehrkrankenhausvertrag geschlossen ist, nicht an das Akademische Lehrkrankenhaus selbst.
Alternativ können einzelne Abschnitte des praktischen Jahres an Krankenhäusern im Ausland absolviert werden, sofern diese bestimmte Bedingungen erfüllen.

## Rheinisch-Westfälische Technische Hochschule Aachen
Die Liste der Lehrpraxen und Lehrkrankenhäuser der Rheinisch-Westfälischen Technischen Hochschule Aachen umfasst fünfzehn Lehrkrankenhäuser und einundzwanzig Lehrpraxen.
1. Universitätsklinikum Aachen
2. Krankenhaus Düren
3. Hermann-Josef-Krankenhaus, Erkelenz
4. St.-Antonius-Hospital Eschweiler
5. St. Elisabeth-Krankenhaus Geilenkirchen
6. St. Elisabeth Kreiskrankenhaus Grevenbroich
7. Luisenhospital Aachen
8. Marienhospital Aachen
9. Evangelisches Krankenhaus Bethesda Mönchengladbach
10. Kliniken Maria-Hilf Mönchengladbach
11. Bethlehem Gesundheitszentrum Stolberg
12. Rhein-Maas Klinikum
13. Helios Klinikum Krefeld
14. Städtisches Krankenhaus Heinsberg
15. Marienhaus-Klinikum im Kreis Ahrweiler, Bad Neuenahr-Ahrweiler
16. Agaplesion Bethesda Krankenhaus Wuppertal

## Universität Augsburg
Quelle:
1. Universitätsklinikum Augsburg

## Charité – Universitätsmedizin Berlin
Quelle:
1. Charité
  1. Campus Benjamin Franklin
  2. Campus Berlin-Buch
  3. Campus Charité Mitte
  4. Campus Virchow-Klinikum
2. Park-Klinik Weißensee, Berlin
3. St. Hedwig-Krankenhaus, Berlin
4. Evangelisches Krankenhaus Königin Elisabeth Herzberge, Berlin
5. Deutsches Herzzentrum Berlin
6. DRK Kliniken Berlin
  1. Köpenick
  2. Mitte
  3. Westend
7. Rheumaklinik Berlin-Buch (Immanuel Krankenhaus Berlin)
8. Sankt-Gertrauden-Krankenhaus, Berlin
9. Martin-Luther-Krankenhaus, Berlin
10. Evangelisches Waldkrankenhaus Spandau, Berlin
11. Krankenhaus Waldfriede, Berlin
12. Vivantes mit den Kliniken
  1. Auguste-Viktoria-Klinikum
  2. Klinikum Am Urban
  3. Klinikum im Friedrichshain – Standorte Landsberger Allee und Prenzlauer Berg
  4. Klinikum Kaulsdorf
  5. Humboldt-Klinikum
  6. Klinikum Neukölln
  7. Klinikum Spandau
  8. Wenckebach-Klinikum
13. Schlosspark-Klinik, Berlin
14. Jüdisches Krankenhaus Berlin
15. Sana Kliniken Berlin-Brandenburg, Berlin
16. Klinik für Kinder- und Jugendmedizin Lindenhof
17. Bundeswehrkrankenhaus Berlin
18. Elisabeth Klinik, Berlin
19. Klinikum Ernst von Bergmann Potsdam
20. Ev. Krankenhaus Hubertus, Berlin
21. St. Joseph Krankenhaus, Berlin
22. Franziskus-Krankenhaus, Berlin
23. Carl-Thiem-Klinikum Cottbus
24. Klinikum Frankfurt (Oder)
25. Asklepios Fachklinikum Brandenburg
26. Gemeinschaftskrankenhaus Havelhöhe, Berlin
27. Immanuel-Krankenhaus, Berlin
28. Malteser-Krankenhaus Berlin-Charlottenburg, Berlin
29. Oberhavel-Kliniken Krankenhaus Hennigsdorf
30. St. Josefs-Krankenhaus, Potsdam
31. Ev. Krankenhaus Ludwigsfelde-Teltow
32. Asklepios Fachklinikum Teupitz
33. Unfallkrankenhaus Berlin
34. Klinikum Barnim

## Ruhr-Universität Bochum
Quelle:
Standorte:
1. Berufsgenossenschaftliches Universitätsklinikum Bergmannsheil
2. Knappschaftskrankenhaus Bochum-Langendreer
3. Marienhospital Herne
4. St. Josef-Hospital Bochum
5. LWL-Universitätsklinik Bochum
6. LWL-Universitätsklinik Hamm
7. Herz- und Diabeteszentrum Nordrhein-Westfalen
8. Institut für Prävention und Arbeitsmedizin der Deutschen Gesetzlichen Unfallversicherung – Institut der Ruhr-Universität Bochum (IPA)
9. Universitätsklinik für Hals-Nasen-Ohrenheilkunde und Kopf- und Halschirurgie am St. Elisabeth-Hospital Bochum
10. Institut für Pathologie der Ruhr-Universität Bochum am Berufsgenossenschaftlichen Universitätsklinikum Bergmannsheil & Deutsches Mesotheliomregister
11. Mühlenkreiskliniken mit den Standorten
  1. Johannes-Wesling-Klinikum Minden
  2. Krankenhaus Bad Oeynhausen
  3. Auguste-Victoria-Klinik Bad Oeynhausen
  4. Krankenhaus Lübbecke
  5. Krankenhaus Rahden

Akademische Lehrkrankenhäuser:
1. Klinikum Herford
2. Knappschaftskrankenhaus Dortmund-Brackel
3. Allgemeines Krankenhaus Hagen
4. Knappschaftskrankenhaus Recklinghausen
5. Prosper-Hospital Recklinghausen
6. Marienhospital Witten
7. Prosper-Hospital Recklinghausen / St. Elisabeth-Hospital Herten
8. AGAPLESION Bethesda Krankenhaus Wuppertal
9. Bergmannsheil und Kinderklinik Buer
10. Evangelisches Krankenhaus Hamm
11. Evangelisches Krankenhaus Herne-Mitte
12. Evangelische Stiftung Tannenhof Remscheid
13. Lukas-Krankenhaus Bünde
14. Lungenklinik Hemer
15. Marienhospital Gelsenkirchen
16. St. Anna Hospital Herne
17. St. Marien Hospital Eickel
18. St. Elisabeth-Hospital Iserlohn
19. St. Vincenz-Krankenhaus Datteln
20. Klinik am Park
21. Hellmig-Krankenhaus Kamen
22. Knappschaftskrankenhaus Lütgendortmund

## Rheinische Friedrich-Wilhelms-Universität Bonn
Quelle:
1. Universitätsklinikum Bonn
2. St. Marien-Hospital Bonn
3. Marien-Hospital Euskirchen
4. Klinikum Lüdenscheid
5. Ev. Kliniken Bonn – Betriebsstätte Waldkrhs
6. Ev. Kliniken Bonn – Betriebsstätte Johanniter Krhs, Bonn
7. Malteser Krankenhaus Bonn
8. Kreiskrankenhaus Waldbröl
9. Kreiskrankenhaus Mechernich
10. DRK-Krankenhaus Neuwied
11. Stiftshospital Andernach
12. Evangelisches Krankenhaus Bergisch Gladbach
13. St. Josef-Krankenhaus Troisdorf (Neu ab 16. November 2015)
14. LVR-Klinik Bonn (Neurologie & Psychiatrie)
15. Dreifaltigkeits-Krankenhaus Wesseling[9]

## Technische Universität Dresden
Quelle:
1. Universitätsklinikum Carl Gustav Carus Dresden
2. Sächsisches Krankenhaus Arnsdorf
3. Helios Klinikum Aue
4. Oberlausitz-Kliniken gGmbH (Bautzen – Bischofswerda)
5. Klinikum Chemnitz
6. Fachkrankenhaus Coswig GmbH
7. Ev.-luth. Diakonissenanstalt Dresden – Diakonissenkrankenhaus
8. Städtisches Klinikum Dresden (Standorte Friedrichstadt, Neustadt/Trachau, Löbtau, Weißer Hirsch)
9. Krankenhaus St. Joseph-Stift Dresden
10. Kreiskrankenhaus Freiberg gGmbH
11. Weißeritztal-Kliniken (Freital und Dippoldiswalde)
12. Klinikum Görlitz
13. Sächsisches Krankenhaus für Psychiatrie, Psychotherapie, Psychosomatik und Neurologie Großschweidnitz
14. Lausitzer Seenland Klinikum Hoyerswerda GmbH
15. Klinik Bavaria Kreischa
16. Elblandkliniken (Meißen – Radebeul – Riesa)
17. Landkreis Mittweida Krankenhaus gGmbH
18. Klinikum Pirna
19. ASKLEPIOS-ASB Klinik Radeberg
20. Klinikum Oberlausitzer Bergland gGmbH – Zittau/Ebersbach
21. Diakonie Kliniken Zschadraß gGmbH

## Heinrich-Heine-Universität Düsseldorf
Quelle:
1. Universitätsklinikum Düsseldorf
2. Ev. Bethesda-Johanniter-Klinikum Duisburg
3. Evangelisches Krankenhaus Düsseldorf
4. Marien-Hospital Düsseldorf
5. Helios Klinikum Krefeld
6. Katholisches Karl-Leisner-Klinikum (Goch, Kalkar, Kevelaer, Kleve)
7. Kliniken St. Antonius/Krh. St. Josef Wuppertal
8. Sana Kliniken Düsseldorf (Krankenhaus Gerresheim/Benrath)
9. Hospital zum Heiligen Geist Kempen
10. Ev. und Johanniter Klinikum Duisburg-Nord
11. Lukaskrankenhaus, Neuss
12. Evangelisches Krankenhaus Mülheim
13. St. Johannes Hospital Duisburg-Hamborn
14. Krankenhaus Maria-Hilf Krefeld
15. Städtische Kliniken Mönchengladbach

## Friedrich-Alexander-Universität Erlangen-Nürnberg
Quelle:
1. Universitätsklinikum Erlangen
2. Klinikum St. Marien Amberg
3. Sozialstiftung Bamberg
4. Bezirkskrankenhaus Bayreuth
5. Klinikum Bayreuth
6. Klinikum Forchheim
7. Klinikum Fürth
8. Sana Klinikum Hof
9. Klinikum Neumarkt in der Oberpfalz
10. Krankenhaus Martha Maria (Nürnberg)
11. Krankenhaus Rummelsberg
12. St. Theresien Krankenhaus Nürnberg

## Universität Duisburg-Essen
Quelle:
1. Universitätsklinikum Essen
2. Elisabeth-Krankenhaus Essen
3. Alfried Krupp Krankenhaus Essen
4. Kliniken Essen-Mitte
5. Katholisches Klinikum Essen
6. Ev. Krankenhaus Oberhausen
7. Kath. Kliniken Oberhausen
8. Marienhospital Gelsenkirchen
9. Klinikum Duisburg
10. Klinikum Niederberg Velbert
11. Augusta-Kranken-Anstalt Bochum
12. EVK Gelsenkirchen
13. EVK Hattingen
14. EvK Castrop-Rauxel
15. EvK Herne
16. Kliniken Essen Süd
17. Krankenhaus Bethanien Moers
18. Marienhospital Bottrop
19. Helios Rhein-Ruhr Kliniken (St. Anna Duisburg, St. Johannes-Stift Duisburg, St. Josefshospital Krefeld)

## Johann-Wolfgang-Goethe-Universität Frankfurt am Main
Quelle:
1. Universitätsklinikum Frankfurt am Main
2. Agaplesion Elisabethenstift
3. Agaplesion Markus-Krankenhaus
4. Asklepios Klinik Langen
  1. Klinik Langen
  2. Klinik Langen-Seligenstadt
5. Berufsgenossenschaftliche Unfallklinik Frankfurt
6. Bürgerhospital Frankfurt am Main
7. DKD Helios Kliniken Wiesbaden
8. Hochtaunus-Kliniken
  1. Krankenhaus Bad Homburg
  2. Krankenhaus Usingen
9. Hospital zum heiligen Geist (Frankfurt am Main)
10. Ketteler-Krankenhaus Offenbach
11. Klinikum Darmstadt
12. Kliniken des Main Taunus Kreises
  1. Krankenhaus Bad Soden
  2. Krankenhaus Hofheim am Taunus
13. Klinikum Frankfurt Höchst
14. Klinikum Hanau
15. Sana Klinikum Offenbach
16. Krankenhaus Nordwest
17. Krankenhaus Sachsenhausen
18. Main-Kinzig-Kliniken
  1. Krankenhaus Gelnhausen
  2. Krankenhaus Schlüchtern
19. Sankt Katharinen Krankenhaus Frankfurt
20. St. Elisabethen-Krankenhaus Frankfurt

## Albert-Ludwigs-Universität Freiburg
Quelle:
1. Universitätsklinikum Freiburg
2. Evangelisches Diakoniekrankenhaus Freiburg
3. St. Josefskrankenhaus Freiburg
4. Loretto-Krankenhaus Freiburg
5. Kreiskrankenhaus Emmendingen
6. Zentrum für Psychiatrie Emmendingen
7. Diakonissenkrankenhaus Karlsruhe-Rüppurr
8. Städtisches Klinikum Karlsruhe
9. St. Vincentius-Kliniken Karlsruhe
10. Klinikum Konstanz
11. Ortenau Klinikum Lahr-Ettenheim
12. Kreiskrankenhaus Lörrach
13. Ortenau Klinikum Offenburg-Gengenbach
14. Hegau-Bodensee-Klinikum Singen
15. Helios Klinik Titisee-Neustadt
16. Klinikum Landkreis Tuttlingen
17. Schwarzwald-Baar Klinikum Villingen-Schwenningen
18. Spital Waldshut

## Justus-Liebig-Universität Gießen
Quelle:
1. Universitätsklinikum Gießen und Marburg
2. Klinikum Bad Hersfeld
3. Asklepios Klinik Lich
4. Vitos Klinikum Weil-Lahn (Vitos Klinik für Neurologie Weilmünster)
5. St. Vincenz-Krankenhaus Limburg
6. Vitos Klinik für Psychiatrie und Psychotherapie Gießen
7. Agaplesion Evangelisches Krankenhaus Mittelhessen, Gießen
8. Klinikum Wetzlar
9. Kreiskrankenhaus Schotten

## Georg-August-Universität Göttingen
Quelle:
1. Universitätsklinikum Göttingen
2. AMEOS Klinikum Alfeld
3. Hufeland Klinikum Mühlhausen – Bad Langensalza
4. Klinikum Bremen-Ost
5. Klinikum Bremen-Mitte
6. Klinikum Bremen-Nord
7. Klinikum Links der Weser Bremen
8. St.-Joseph-Stift Bremen
9. DRK Kliniken Wesermünde (Bremerhaven/Langen)
10. Klinikum Bremerhaven Reinkenheide
11. Krankenhaus St. Martini Duderstadt
12. Klinikum Werra-Meißner, Eschwege
13. Asklepios Fachklinikum Tiefenbrunn
14. Evangelisches Krankenhaus Göttingen-Weende
15. Asklepios Kliniken Goslar und Bad Harzburg
16. Neu Mariahilf Göttingen
17. Asklepios Fachklinikum Göttingen
18. Rhön-Kliniken Herzberg und Osterode
19. Rhön-Klinikum Hildesheim
20. St. Bernward Krankenhaus Hildesheim
21. Katholische Hospitalvereinigung Weser-Egge Höxter
22. Lungenfachklinik Immenhausen
23. GSO Lippoldsberg Uslar
24. Albert-Schweitzer-Krankenhaus Northeim
25. St. Vincenz-Krankenhaus Paderborn
26. Brüderkrankenhaus St. Josef Paderborn
27. Nordwest-Krankenhaus Sanderbusch
28. Asklepios Kliniken Schildautal in Seesen
29. Gesundheitszentrum Solling/Oberweser
30. Klinikum Wilhelmshaven[18]
31. Städtisches Klinikum Wolfenbüttel
32. Klinikum Lippe mit den Kliniken
  1. Bad Salzuflen
  2. Detmold
  3. Lemgo

## Universität Greifswald
Quelle:
1. Universitätsmedizin Greifswald
2. Sana-Krankenhaus Rügen
3. Kreiskrankenhaus Demmin
4. KMG Klinikum Mitte GmbH
5. Dietrich-Bonhoeffer-Klinikum Neubrandenburg
6. Asklepios Klinik Pasewalk
7. HANSE-Klinikum Stralsund
8. Kreiskrankenhaus Wolgast
9. Klinikum Karlsburg
10. Asklepios Klinikum Uckermark Schwedt/Oder
11. AMEOS Klinikum Ueckermünde

## Martin-Luther-Universität Halle-Wittenberg
Quelle:
1. Universitätsklinikum Halle
2. ALEXIANER Klinik Bosse Wittenberg
3. AMEOS Klinikum Bernburg
4. ASKLEPIOS Klinik Weißenfels
5. BG Klinikum Bergmannstrost Halle
6. Carl-von-Basedow-Klinikum Merseburg
7. Diakoniekrankenhaus Halle
8. Evangelisches Krankenhaus Paul Gerhardt Stift Lutherstadt Wittenberg
9. Gesundheitszentrum Bitterfeld-Wolfen
10. Helios Klinik Hettstedt
11. Helios Klinik Köthen
12. Helios Klinik Lutherstadt Eisleben
13. Helios Klinik Sangerhausen
14. KMG Klinikum Luckenwalde
15. Krankenhaus Martha-Maria Halle-Dölau
16. Krankenhaus St. Elisabeth und St. Barbara Halle
17. SRH Klinikum Burgenlandkreis GmbH, Standort SRH Naumburg

## Universität Hamburg
Quelle:
1. Universitätsklinikum Hamburg-Eppendorf
2. Agaplesion Diakonieklinikum Hamburg
3. Agaplesion Diakonieklinikum Rotenburg
4. Albertinen-Krankenhaus
5. Altonaer Kinderkrankenhaus
6. Asklepios Kliniken Hamburg mit den Kliniken:
  1. Asklepios Klinik Altona
  2. Asklepios Klinik Barmbek
  3. Asklepios Klinik Harburg
  4. Asklepios Klinik Nord, Standorte Heidberg, Ochsenzoll und Wandsbek
  5. Asklepios Klinik St. Georg
  6. Asklepios Klinik Wandsbek
7. Berufsgenossenschaftliches Unfallkrankenhaus Hamburg
8. Bethesda Krankenhaus Bergedorf
9. Bundeswehrkrankenhaus Hamburg
10. Elbe Kliniken Stade-Buxtehude
11. Evangelisches Amalie Sieveking-Krankenhaus
12. Evangelisches Krankenhaus Alsterdorf
13. Evangelisches Krankenhaus Ginsterhof
14. Friedrich-Ebert-Krankenhaus Neumünster
15. Heidekreis-Klinikum
16. Helios Endo-Klinik Hamburg
17. Helios Mariahilf Klinik Hamburg
18. Israelitisches Krankenhaus Hamburg
19. Johanniter-Krankenhaus Geesthacht
20. Katholisches Marienkrankenhaus
21. Klinikum Bad Bramstedt
22. Klinikum Bremen Links der Weser
23. Klinikum Bremen-Nord
24. Klinikum Bremen-Ost
25. Klinikum Itzehoe
26. Klinikum Nordfriesland (Husum)
27. Krankenhaus Buchholz
28. Krankenhaus Reinbek St.Adolf-Stift
29. Krankenhaus Winsen
30. Psychiatrische Klinik Lüneburg
31. Regio Klinik Elmshorn
32. Regio Klinik Pinneberg
33. Regio Klinik Wedel
34. Schön Klinik Bad Bramstedt
35. Schön Klinik Hamburg-Eilbek
36. Segeberger Kliniken
37. Städtisches Klinikum Lüneburg
38. Psychiatrische Klinik Lüneburg
39. Westküstenklinikum Heide
40. Wilhelmsburger Krankenhaus Groß-Sand

## Medizinische Hochschule Hannover
Quelle:
1. Klinikum der Medizinischen Hochschule Hannover
2. Kreiskrankenhaus Aurich
3. Herz- und Gefäßzentrum Bad Bevensen
4. DRV Rehazentrum Bad Eilsen
5. Franziskus Hospital Bielefeld
6. Städtisches Klinikum Braunschweig
7. Rotes Kreuz Krankenhaus Bremen
8. Allgemeines Krankenhaus Celle
9. DRV Fachklinik Am Hasenbach
10. St. Josefs-Hospital Cloppenburg
11. Stadtkrankenhaus Cuxhaven
12. DONAUISAR Klinikum Deggendorf
13. Hans-Susemihl-Krankenhaus Emden
14. Sana Klinikum Hameln-Pyrmont
15. Annastift Hannover
16. Friederikenstift Hannover
17. Henriettenstiftung Hannover
18. Kinderkrankenhaus auf der Bult Hannover
19. Klinikum Region Hannover mit den Kliniken:
  1. Klinikum Nordstadt
  2. Klinikum Siloah
  3. KRH Klinikum Agnes Karll Laatzen
  4. Klinikum Robert Koch Gehrden
  5. Klinikum Großburgwedel
  6. Klinikum Neustadt am Rübenberge
  7. Psychiatrie Langenhagen
  8. Psychiatrie Wunstorf
20. Vinzenzkrankenhaus Hannover
21. Nephrologisches Zentrum Niedersachsen Hann. Münden
22. BDH-Klinik Hessisch Oldendorf
23. Klinikum Hildesheim
24. Agaplesion Evangelisches Krankenhaus Holzminden
25. Borromäushospital Leer
26. Klinikum Leer
27. St. Bonifatius-Hospital Lingen
28. Kreiskrankenhaus Norden
29. Marienhospital Osnabrück
30. Marien Hospital Papenburg Aschendorf
31. Klinikum Peine
32. Christliches Krankenhaus Quakenbrück
33. Klinikum Salzgitter mit den Kliniken
  1. Salzgitter-Bad
  2. Salzgitter-Lebenstedt
34. Klinikum Uelzen
35. St. Marienhospital Vechta
36. Klinikzentrum Westerstede
  1. Ammerland-Klinik Westerstede mit den Kliniken
  2. Bundeswehrkrankenhaus Westerstede
37. Klinikum Wolfsburg
38. AHG Psychosomatische Klinik Bad Pyrmont

## Ruprecht-Karls-Universität Heidelberg
Quelle:
1. Universitätsklinikum Heidelberg
2. Thoraxklinik Heidelberg
3. Bethanienkrankenhaus Heidelberg
4. SRH Kurpfalzkrankenhaus Heidelberg
5. Krankenhaus Salem Heidelberg
6. St. Vincentiuskrankenhaus Heidelberg
7. Stadtklinik Baden-Baden[24]
8. Rheumazentrum Baden-Baden
9. Vulpius Klinik Bad Rappenau
10. Krankenhaus Bietigheim
11. Rechbergklinik Bretten
12. Fürst-Stirum-Klinik Bruchsal
13. SLK-Kliniken
14. SRH Klinikum Karlsbad-Langensteinbach
15. Klinikum Ludwigsburg
16. Berufsgenossenschaftliche Unfallklinik Ludwigshafen
17. Kreiskrankenhaus Mosbach
18. Helios Klinikum Pforzheim
19. Diakonie-Krankenhaus Schwäbisch Hall
20. GRN-Klinik Schwetzingen
21. GRN-Klinik Sinsheim
22. GRN-Klinik Eberbach
23. GRN-Klinik Weinheim
24. Zentrum für Psychiatrie Weinsberg
25. Psychiatrisches Zentrum Nordbaden Wiesloch
26. Kreiskrankenhaus Erbach/Odenwald

## Friedrich-Schiller-Universität Jena
Quelle:
1. Universitätsklinikum Jena
2. Klinikum Altenburger Land
3. Robert-Koch-Krankenhaus Apolda
4. Klinikum Bad Salzungen
5. Helios Klinikum Erfurt
6. Katholisches Krankenhaus St. Johann Nepomuk Erfurt
7. SRH Wald-Klinikum Gera
8. Helios Kreiskrankenhaus Gotha/Ohrdruf
9. Helios Klinikum Meiningen
10. SRH Klinikum Burgenlandkreis[26]
  1. SRH Klinikum Naumburg
  2. SRH Klinikum Zeitz
11. Südharz Klinikum Nordhausen
12. Eichsfeld Klinikum
  1. Haus St. Vincenz in Heiligenstadt
  2. Haus St. Elisabeth in Worbis
  3. Standort Reifenstein
13. Thüringen-Kliniken „Georgius Agricola“
  1. Standort Pößneck
  2. Standort Rudolstadt
  3. Standort Saalfeld
14. Ökumenisches Hainich-Klinikum Mühlhausen
15. Zentralklinik Bad Berka
16. Ilm-Kreis Kliniken Arnstadt-Ilmenau
  1. Standort Arnstadt
  2. Standort Ilmenau
17. Helios Fachkliniken Hildburghausen
18. Kreiskrankenhaus Greiz
19. Marienstift Arnstadt
20. Medinos-Kliniken Sonneberg/Neuhaus
21. St. Georg Klinikum Eisenach
22. DRK gemeinnützige Krankenhausgesellschaft Thüringen Brandenburg
  1. DRK-Manniske-Krankenhaus Bad Frankenhausen
  2. DRK-Krankenhaus Sondershausen
  3. DRK-Krankenhaus Sömmerda
23. Waldkliniken Eisenberg
24. Rudolf-Virchow-Klinikum Glauchau
25. SRH Zentralklinikum Suhl
26. Sophien- und Hufeland-Klinikum Weimar
27. Pleißental-Klinik Werdau
28. Heinrich-Braun-Klinikum Zwickau
29. Kliniken Erlabrunn gGmbH

## Christian-Albrechts-Universität Kiel
Quelle:
1. Universitätsklinikum Schleswig-Holstein
2. Klinikum Bad Bramstedt
3. Segeberger Kliniken
4. DIAKO Bremen
5. VAMED Ostseeklinik Damp
6. imland Klinik Eckernförde
7. DIAKO Flensburg
8. Asklepios Westklinikum Hamburg
9. Westküstenklinikum, Standort Heide
10. Klinikum Itzehoe
11. Städtisches Krankenhaus Kiel
12. Gesundheitsamt Kiel (nur Öffentliches Gesundheitswesen)
13. Friedrich-Ebert-Krankenhaus Neumünster
14. imland Klinik Rendsburg
15. Gesundheitsamt Rendsburg-Eckernförde (nur Öffentliches Gesundheitswesen)
16. Helios Fachklinik Schleswig
17. Helios Klinikum Schleswig

## Universität zu Köln
Quelle:
1. Uniklinik Köln
2. St.-Marienhospital Köln
3. Krankenhaus der Augustinerinnen Köln
4. St. Antonius Krankenhaus Köln
5. St. Franziskus-Hospital Köln
6. St.-Elisabeth-Krankenhaus Köln
7. Städt. Krankenhaus Köln-Holweide
8. Evang.-Krankenhaus Köln
9. Evangelisches Krankenhaus Köln-Weyertal
10. Heilig-Geist-Krankenhaus Köln
11. LVR-Klinik Köln
12. Städt. Krankenhaus Köln-Merheim
13. St. Vinzenz-Hospital Köln
14. Krankenhaus Porz am Rhein Köln
15. Kinderkrankenhaus Amsterdamer Straße Köln
16. GFO Kliniken Rhein-Berg Bensberg
17. Ev. Krankenhaus Bergisch Gladbach
18. GFO Kliniken Rhein-Berg Bergisch Gladbach
19. Marienhospital Brühl
20. Rheinland Klinikum Dormagen
21. St.-Katharinen-Hospital Frechen
22. Kreiskrankenhaus Gummersbach
23. Klinikum Leverkusen
24. St. Martinus Hospital Olpe
25. Sana Klinikum Remscheid
26. Asklepios Kinderklinik Sankt-Augustin
27. Städtisches Klinikum Solingen
28. Krankenhaus Bethanien Solingen

## Universität Leipzig
Quelle:
1. Universitätsklinikum Leipzig
2. Ev. Diakonissenkrankenhaus Leipzig
3. Medica Klinik Leipzig
4. HELIOS Park-Klinikum Leipzig
5. Soteria-Klinik Leipzig
6. St. Elisabeth-Krankenhaus Leipzig
7. Klinikum St. Georg Leipzig
  1. Medizinische Klinik West
  2. Robert-Koch-Klinik
8. Klinikum Chemnitz
9. Helios Vogtland-Klinikum Plauen
10. Heinrich-Braun-Klinikum Zwickau
11. Klinikum Altenburger Land, Altenburg
12. Sana Kliniken Leipziger Land, Borna
13. Paracelsus-Klinik Zwickau
14. SRH Klinikum Zeitz[30]
15. Erzgebirgsklinikum Annaberg
16. Kreiskrankenhaus Delitzsch
  1. Klinik Delitzsch
  2. Klinik Eilenburg
17. Klinikum Döbeln
18. Zeisigwaldkliniken Bethanien Chemnitz
19. Sächsisches Krankenhaus Rodewisch, Zentrum für Psychiatrie, Psychotherapie, Psychosomatik und Neurologie

## Universität zu Lübeck
Quelle:
1. Universitätsklinikum Schleswig-Holstein
2. Klinik Bad Oldesloe
3. Curschmann-Klinik
4. DRK-Krankenhaus Mölln-Ratzeburg
5. Klinikum Itzehoe
6. Klinikum Neustadt – Schoen-Kliniken
7. Krankenhaus Großhansdorf
8. Forschungszentrum Borstel, Abteilung Klinische Medizin
9. Klinikum Bad Bramstedt
10. Sana Kliniken Ostholstein, Klinik Eutin
11. Sana Kliniken Lübeck
12. Unfallkrankenhaus Boberg
13. Westküstenklinikum
14. Krankenhaus Rotes Kreuz Lübeck

## Otto-von-Guericke-Universität Magdeburg
Quelle:
1. Universitätsklinikum Magdeburg
2. Klinikum Magdeburg
3. Klinikum Dorothea Christiane Erxleben Quedlinburg
4. Klinikum St. Salvator Halberstadt
5. Klinikum Aschersleben-Staßfurt
6. Kreiskrankenhaus Burg
7. Johanniter Krankenhaus Genthin-Stendal
8. Kreiskrankenhaus St. Marienberg Helmstedt
9. Pfeiffersche Stiftungen: Klinikum Pfeiffersche Stiftungen Magdeburg
10. Harz-Klinikum Wernigerode-Blankenburg
11. Klinikum Schönebeck
12. AMEOS Klinikum Haldensleben

## Johannes-Gutenberg-Universität Mainz
Quelle:
1. Universitätsmedizin Mainz
2. Marienhaus Klinikum Mainz
3. GPR Klinikum Rüsselsheim
4. Klinikum Worms
5. Klinikum Idar-Oberstein
6. Krankenhaus der Barmherzigen Brüder (Trier)
7. Rhein-Mosel-Fachklinik Andernach
8. St. Marien und Annastiftskrankenhaus, Ludwigshafen
9. Marienhaus Klinikum St. Elisabeth Neuwied
10. Katholisches Klinikum Koblenz-Montabaur
11. Hunsrück Klinik, Simmern
12. DRK-Krankenhaus Alzey
13. Helios Dr. Horst Schmidt Kliniken Wiesbaden
14. Gemeinschaftsklinikum Mittelrhein
15. Bundeswehrzentralkrankenhaus Koblenz
16. Klinikum Mutterhaus der Borromäerinnen, Trier
17. Westpfalz-Klinikum Kaiserslautern
18. Klinikum der Stadt Ludwigshafen
19. Pfalzklinikum Klingenmünster
20. St. Josefs-Hospital Wiesbaden
21. Diakonie Krankenhaus Bad Kreuznach
22. Krankenhaus St. Marienwörth Bad Kreuznach
23. Krankenhaus Hetzelstift, Neustadt
24. Rheinhessen-Fachklinik Alzey

## Medizinische Fakultät Mannheim der Universität Heidelberg
Quelle:
1. Universitätsklinikum Mannheim
2. Theresienkrankenhaus und St. Hedwig-Klinik Mannheim
3. Diakoniekrankenhaus Mannheim
4. Zentralinstitut für Seelische Gesundheit, Mannheim
5. Klinikum Darmstadt
6. Westpfalz-Klinikum Kaiserslautern
7. Klinikum der Stadt Ludwigshafen
8. St. Marien- und St. Annastiftskrankenhaus Ludwigshafen
9. Diakonissenstiftungs-Krankenhaus Speyer
10. St. Josefskrankenhaus Heidelberg
11. Hôpitaux Robert Schuman Hôpital Kirchberg, Luxemburg

## Philipps-Universität Marburg
Quelle:
1. Universitätsklinikum Gießen und Marburg, Standort Marburg
2. Klinikum Fulda
3. Orthopädische Klinik Kassel
4. Asklepios Kliniken Schwalm-Eder, Klinikum Schwalmstadt
5. Asklepios Kliniken Schwalm-Eder, Klinikum Melsungen
6. Asklepios Kliniken Bad Wildungen
7. LKH Neurologisches Zentrum Bad Zwesten
8. Krankenhaus St. Barbara Attendorn
9. Deutsche Klinik für Diagnostik Wiesbaden
10. St.-Marien-Krankenhaus Siegen
11. Kreisklinikum Siegen
12. DRK-Kinderklinik Siegen
13. Kreiskrankenhaus Frankenberg
14. Diakoniekrankenhaus Wehrda
15. Fachkrankenhaus Kloster Grafschaft
16. Helios Klinik Bad Berleburg
17. Krankenhaus Friedrichroda
18. St. Petri Hospital Warburg
19. Dill-Kliniken, Dillenburg

## Ludwig-Maximilians-Universität München
Quelle:
1. Klinikum der Universität München
2. Bezirkskrankenhaus Augsburg
3. Josefinum Augsburg
4. Klinikum Augsburg
5. Klinikum Augsburg Süd
6. Amper Kliniken Dachau
7. Klinikum Fürstenfeldbruck
8. Klinikum Garmisch-Partenkirchen
9. Asklepios Fachkliniken München-Gauting
10. Isar-Amper-Klinikum München-Ost
11. Krankenhaus Agatharied Hausham
12. Klinikum Ingolstadt
13. Kinderkrankenhaus St. Marien Landshut
14. Klinikum Landshut
15. Klinikum Memmingen
16. Klinik Augustinum München
17. Heckscher-Klinikum
18. Maria-Theresia-Klinik München
19. Städtisches Klinikum München
  1. Klinikum Harlaching
  2. Klinikum Neuperlach
  3. Klinikum Schwabing
20. Klinikum Dritter Orden München-Nymphenburg
21. Klinikum München Pasing
22. Ilmtalklinik Pfaffenhofen
23. Kreisklinik Bad Reichenhall
24. RoMed Klinikum Rosenheim
25. Klinikum Starnberg
26. Klinikum Traunstein
27. Inn-Salzach-Klinikum Wasserburg am Inn
28. Kreisklinik Wolfratshausen
29. Asklepios Stadtklinik Bad Tölz
30. Klinik Hochried
31. Krankenhaus Martha-Maria München
32. Kreiskliniken Altötting-Burghausen
33. Schlossbergklinik Oberstaufen
34. Chirurgische Abteilung am Klinikum München Perlach
35. Chirurgische Klinik Dr. Rinecker, München
36. RoMed Klinik Prien

## Technische Universität München
1. Klinikum rechts der Isar
2. Deutsches Herzzentrum München
3. Klinikum Schwabing München
4. Krankenhaus der Barmherzigen Brüder München
5. Rotkreuzklinikum München
6. Klinikum Bogenhausen München
7. Schreiberklinik
8. Klinikum Freising
9. Fachklinik Gaißach
10. Kinderklinik Dritter Orden Passau
11. Klinikum St. Elisabeth Straubing
12. Krankenhaus Landshut-Achdorf
13. Kreisklinik Ebersberg
14. Klinikum Erding
15. Kreisklinik Dorfen
16. Kliniken Eichstätt und Kösching
17. Ilmtalklinik Pfaffenhofen
18. BG Unfallklinik Murnau
19. Krankenhaus Weilheim
20. Benedictus Krankenhäuser Tutzing & Feldafing
21. RoMed Klinik Bad Aibling
22. Kreisklinik St. Elisabeth Dillingen

## Universität Münster
Quelle:
1. Universitätsklinikum Münster
2. St. Franziskus-Hospital Ahlen
3. Arnsberg Klinikum Hochsauerland
4. Universitätsklinikum OWL der Universität Bielefeld - Campus Klinikum Bielefeld
5. Universitätsklinikum OWL der Universität Bielefeld - Campus Bielefeld-Bethel
6. Universitätsklinikum OWL der Universität Bielefeld - Campus Klinikum Lippe
7. Christopherus Kliniken Coesfeld - Dülmen - Nottuln
8. St. Johannes Hospital Dortmund
9. St.-Josefs-Hospital Dortmund-Hörde
10. Franziskus-Hospital Harderberg - Niels-Stensen-Kliniken
11. St. Antonius-Hospital Gronau GmbH
12. Klinikum Gütersloh
13. St. Elisabeth Hospital Gütersloh
14. St. Marien-Hospital Hamm gGmbH
15. St. Babara-Klinik Hamm-Heessen
16. Klinikum Ibbenbüren
17. Bonifatius Hospital Lingen
18. Dreifaltigkeits Hospital gem. GmbH
19. Klinikum Lünen - St. Marien-Hospital
20. Clemenshospital Münster
21. Herz-Jesu-Krankenhaus Münster-Hiltrup
22. Raphaelsklinik Münster
23. St. Franziskus-Hospital Münster
24. Euregio-Klinik Nordhorn
25. Klinikum Osnabrück
26. Mathias-Spital Rheine
27. Ev. Klinikum Schaumburg
28. Marienkrankenhaus Schwerte
29. Klinikum Stadt Soest gGmbH
30. Marienkrankenhaus gGmbH Soest
31. UKM Marienhospital Steinfurt GmbH
32. Christliches Klinikum Unna gGmbH
33. Josephs-Hospital Warendorf
34. Marien-Hospital Wesel gGmbH Wesel

## Carl von Ossietzky Universität Oldenburg
Quelle:
1. Universitätskliniken der Universitätsmedizin Oldenburg
  1. Klinikum Oldenburg
  2. Evangelisches Krankenhaus Oldenburg
  3. Pius-Hospital Oldenburg
  4. Karl-Jaspers-Klinik Wehnen
2. Lehrkrankenhäuser
  1. Borromäus Hospital Leer
  2. Christliches Krankenhaus Quakenbrück
  3. Ludmillenstift Meppen
  4. Ubbo-Emmius-Klinik
  5. Marienhospital Papenburg-Aschendorf
  6. Nordwest-Krankenhaus Sanderbusch
  7. St. Johannes-Hospita Varel
  8. Krankenhaus Johanneum
  9. Krankenhaus Wittmund

## Universität Regensburg
Quelle:
1. Universitätsklinikum Regensburg
2. Krankenhaus St. Josef, Regensburg
3. Krankenhaus Barmherzige Brüder (Regensburg)
4. Bezirksklinikum Regensburg
5. Klinikum Passau
6. Klinikum Weiden
7. Klinikum St. Marien Amberg
8. Krankenhaus St. Lukas, Kelheim
9. Klinikum Bogen
10. Krankenhaus Eggenfelden
11. Kreisklinik Wörth an der Donau
12. Klinik St. Elisabeth, Neuburg/Do.
13. Klinikum Cham
14. Krankenhaus Rotthalmünster

## Universität Rostock
Quelle:
1. Universitätsmedizin Rostock
2. Klinik Amsee
3. Moorbad Bad Doberan
4. Sana Klinikum Bad Doberan
5. Krankenhaus Bethel Berlin
6. DRK-Krankenhaus Grevesmühlen
7. DRK-Krankenhaus Grimmen
8. KMG Klinikum Güstrow
9. Westmecklenburg Klinikum Helen von Bülow
10. DRK-Krankenhaus Mecklenburg Strelitz
11. Asklepios Klinik Parchim
12. MediClin Krankenhaus Plau am See
13. Bodden Kliniken Ribnitz-Damgarten
14. Klinikum Südstadt Rostock
15. DRK-Krankenhaus Teterow
16. MediClin Müritz Klinikum GmbH
17. Sana Hanse-Klinikum Wismar

## Universität des Saarlandes Campus Homburg
Quelle:
1. Universitätsklinikum des Saarlandes
2. Centre Hospitalier Emile Mayrisch
3. Centre Hospitalier de Luxembourg
4. Klinikum Merzig
5. Diakonie Klinikum Neunkirchen
6. Knappschaftskrankenhaus Püttlingen
7. Caritas-Klinik St. Theresia Saarbrücken (Rastpfuhl)
8. Klinikum Saarbrücken
9. Marienhaus Klinikum St. Elisabeth Saarlouis
10. Knappschaftskrankenhaus Sulzbach
11. SHG-Kliniken Völklingen

## Eberhard-Karls-Universität Tübingen
Quelle:
1. Universitätsklinik Tübingen
2. BG Unfallklinik Tübingen
3. Klinikum Böblingen/Sindelfingen
  1. Klinikum Böblingen
  2. Klinikum Sindelfingen
4. Klinikum Esslingen
5. medius KLINIKEN
  1. KLINIK KIRCHHEIM
  2. KLINIK NÜRTINGEN
  3. KLINIK OSTFILDERN-RUIT
6. Krankenhaus Freudenstadt
7. Klinikum Friedrichshafen
8. Kliniken Nagold
9. Klinikum am Steinenberg Reutlingen
10. Kreiskrankenhaus Sigmaringen
11. Diakonie-Klinikum Stuttgart
12. Klinikum Stuttgart
  1. Katharinenhospital Stuttgart
  2. Krankenhaus Bad Cannstatt Stuttgart
  3. Olga-Hospital Stuttgart
13. Marienhospital Stuttgart
14. Robert-Bosch-Krankenhaus Stuttgart
15. Rems-Murr-Kliniken Winnenden
16. Zollernalb Klinikum
  1. Krankenhaus Albstadt
  2. Krankenhaus Balingen

## Universität Ulm
Quelle:
1. Universitätsklinikum Ulm
2. Ostalb-Klinikum Aalen
3. Sana Kliniken Landkreis Biberach
4. Klinik am Eichert Göppingen
5. Christophsbad Klinikum Göppingen
6. Klinikum Heidenheim
7. Bezirkskrankenhaus Kempten
8. Kliniken Oberallgäu
9. Krankenhaus St. Elisabeth Ravensburg
10. Stauferklinikum Schwäbisch Gmünd
11. Karl-Olga-Krankenhaus Stuttgart
12. Bundeswehrkrankenhaus Ulm
13. Krankenhaus Wangen
14. Helfenstein Klinik Geislingen

## Julius-Maximilians-Universität Würzburg
Quelle:
1. Universitätsklinikum Würzburg
2. Caritas-Krankenhaus Bad Mergentheim
3. Klinikum Aschaffenburg-Alzenau
4. Klinikum Ansbach
5. Klinik Dinkelsbühl
6. Klinikum Mainspessart
7. Klinikum Würzburg Mitte
8. Klinikum Rothenburg ob der Tauber
9. Leopoldina-Krankenhaus Schweinfurt
10. Main-Klinik Ochsenfurt
11. Orthopädische Klinik König-Ludwig-Haus Würzburg

## Weitere Universitäten

### Medizinische Hochschule Brandenburg Theodor Fontane
Quelle:
Trägerkliniken
1. Universitätsklinikum Brandenburg an der Havel
2. Ruppiner Kliniken
3. Immanuel Klinikum Bernau Herzzentrum Brandenburg
4. Immanuel Klinik Rüdersdorf

Lehrkrankenhäuser
1. Klinikum Ernst von Bergmann Potsdam
2. Kliniken Beelitz
3. GLG Fachklinik Wolletzsee
4. Klinikum Barnim
5. GLG Werner Forßmann Klinikum Eberswalde
6. GLG Martin Gropius Krankenhaus Eberswalde
7. Medizinisch-Soziales Zentrum Uckermark
8. GLG Krankenhaus Angermünde
9. GLG Kreiskrankenhaus Prenzlau
10. Reha-Zentrum Lübben
11. Klinikum Dahme-Spreewald
12. Immanuel Diakonie Berlin
13. Immanuel Klinik Rüdersdorf
14. DRK-Krankenhaus Luckenwalde
15. Elbe-Elster-Klinikum
  1. Krankenhaus Elsterwerda
  2. Krankenhaus Finsterwalde
  3. Krankenhaus Herzberg
16. Evangelische Diakonissenhaus Berlin Teltow Lehnin
  1. Evangelischen Krankenhaus Luckau
  2. Evangelischen Krankenhaus Ludwigsfede-Teltow
17. Helios Klinikum Bad Saarow
18. Johanniter-Krankenhaus im Fläming Treuenbrietzen
19. Klinikum Niederlausitz
  1. Klinik Senftenberg
  2. Klinik Lauchhammer
20. Krankenhaus Märkisch-Oderland
  1. Krankenhaus Wriezen
  2. Krankenhaus Strausberg
21. Kreiskrankenhaus Prignitz, Klinik Perleberg
22. Median Klinik Grünheide
23. Oberhavel Klinik Gransee
24. Salusklinik Lindow
25. Städtischen Klinikum Dessau
26. Altmark Kliniken
  1. Gardelegen
  2. Salzwedel

### Semmelweis-Universität - Asklepios Campus Hamburg
Quelle:
1. Asklepios Klinik St. Georg

### Universitätsmedizin Neumarkt am Mieresch Campus Hamburg
Quelle:
1. Evangelisches Krankenhaus Mettmann
2. Diakonissen-Stiftungs-Krankenhaus Speyer
3. St. Josef Krankenhaus Moers
4. Knappschaftskrankenhaus Bottrop
5. Klinikum Vest
6. Knappschaft Kliniken Gelsenkirchen-Buer
7. Kreiskliniken Darmstadt-Dieburg
8. St. Vinzenz-Hospital Dinslaken
9. Medizinisches Zentrum für Gesundheit Bad Lippspringe
10. Krankenhaus St. Elisabeth (Damme)
11. Klinikum Werra-Meißner
12. LWL-Klinik Hemer/Hans-Prinzhorn-Klinik
13. Klinikum Leer
14. Evangelisches Krankenhaus St. Johannisstift (Paderborn)
15. Delme Klinikum Delmenhorst

### Medical School Hamburg
Quelle:
1. Helios Kliniken Schwerin

### University of Southampton - Kassel School of Medicine
Quelle:
1. Klinikum Kassel (Kooperationspartner)

### Universität Witten/Herdecke
Quellen:
mit Lehrstuhl
1. HELIOS Universitätsklinikum Wuppertal
2. Klinikum Köln-Merheim
3. Klinikum Dortmund
4. Marienhospital Witten
5. Kliniken St. Antonius
6. Klinik Norderney
7. St. Josefs Hospital Hagen
8. St.-Marien-Hospital Hagen
9. Allgemeines Krankenhaus Hagen
10. St. Marien-Hospital Hamm
11. Vestische Kinder- und Jugendklinik Datteln

ohne Lehrstuhl
1. Evangelisches Krankenhaus Witten
2. Klinik Königsfeld Ennepetal
3. Gemeinschaftskrankenhaus Herdecke
4. Gemeinschaftskrankenhaus Havelhöhe Berlin
5. Kliniken Schwenningen
6. Dermacenter Witten
7. St. Marien-Hospital Borken
8. Evangelisches Krankenhaus Bergisch Gladbach
9. Friedrich-Husemann-Klinik Buchenbach
10. HELIOS-Klinikum Schwelm

### Sana Medical School in Kooperation mit der Universität Split (Kroatien)
1. Quelle:[53]
2. Sana Klinikum Coburg[54]
3. Sana Klinikum Lichtenfels[55]